# 9784 Yotsubashi
9784 Yotsubashi è un asteroide della fascia principale. Scoperto nel 1994, presenta un'orbita caratterizzata da un semiasse maggiore pari a 2,7442514 UA e da un'eccentricità di 0,0560830, inclinata di 5,46095° rispetto all'eclittica.